# Esperança (Paraíba)
Esperança is een gemeente in de Braziliaanse deelstaat Paraíba. De gemeente telt 30.855 inwoners (schatting 2009).

## Aangrenzende gemeenten
De gemeente grenst aan Algodão de Jandaíra, Remígio, Montadas, Areial, Alagoa Nova, São Sebastião de Lagoa de Roça en Pocinhos.

## Verkeer en vervoer
De plaats ligt aan de noord-zuidlopende weg BR-104 tussen Macau en Maceió. Daarnaast ligt ze aan de weg PB-121.